# Karina Lombard
Karina Lombard (sinh ngày 21 tháng 1 năm 1969) là một nữ diễn viên và ca sĩ người Mỹ gốc Pháp. Cô đã xuất hiện trong các dự án như loạt Showtime The L Word, The 4400, Giải cứu tôi và Huyền thoại mùa thu.

## Cuộc sống ban đầu
Karina Lombard được sinh ra ở Tahiti, con út trong năm người con. Bốn anh chị của cô được đặt tên là Helene, Ines, Charles và Denise. Mẹ cô là người Polynesia. Cha của cô, ông Henry Lombard, là người gốc Thụy Sĩ-Nga và Ý. Karina sống ở khắp châu Âu khi còn nhỏ, kể cả ở Tây Ban Nha trong một khoảng thời gian, với cha và anh chị em của cô. Tiếng Tây Ban Nha là ngôn ngữ đầu tiên của cô. Lombard nói: "Tôi đã ở trong và ngoài Thụy Sĩ. Chúng tôi đã di chuyển rất nhiều, nhưng tôi đã học hầu hết ở Thụy Sĩ. " 
Lombard đã tham dự nhiều trường nội trú và thành thạo tiếng Tây Ban Nha, tiếng Anh, tiếng Ý, tiếng Pháp và tiếng Đức. Cô chuyển đến thành phố New York năm 18 tuổi và bắt đầu làm người mẫu và diễn xuất.

## Sự nghiệp
Bước đột phá lớn trong nghề người mẫu của Bologna là buổi chụp hình Calvin Klein với chủ đề người Mỹ bản địa. Một trong những bức ảnh của cô đã được chọn cho một bảng quảng cáo. Hình ảnh của cô như một người mẫu xuất hiện trên Elle và Vogue.
Cô học diễn xuất tại thành phố New York, nơi cô cũng có được kinh nghiệm sân khấu. Cô học tại Học viện Nhà hát Lee Giorgberg và Actors Studio, và cũng biểu diễn tại Nhà hát Gallery của Thành phố New York và Nhà hát Hàng xóm.
Vai diễn điện ảnh đầu tiên của Lombard là một nàng công chúa trong L'île (The Island). Cô đóng vai chính đầu tiên là Antoinette Cosway, một người thừa kế người Jamaica, trong Wide Sargasso Sea năm 1993, dựa trên cuốn tiểu thuyết cùng tên của Jean Rhys. Cô đã có một phần hỗ trợ năm đó trong The Firm.
Lombard xuất hiện trong bộ phim Huyền thoại mùa thu năm 1994, dựa trên tiểu thuyết của Jim Harrison. Cô đóng vai chính trong Last Man Stand with Bruce Willis vào năm 1996.
Vào những năm 2000, Bologna chuyển sang truyền hình, xuất hiện trong The 4400 và vào mùa đầu tiên của The L Word, với tư cách là chủ nhà hàng Marina Ferrer. Cô miêu tả nhân vật định kỳ Geneviève trên FX 's Rescue Me. Vào tháng 11 năm 2016, Lombard đã thể hiện vai chính Nonhelema của Shawnee trong tập phim "Bị mắc kẹt" của loạt phim truyền hình NBC Timeless.

## Đóng phim

### Phim ảnh
| Năm  | Chức vụ                                     | Vai trò              | Ghi chú               |
| ---- | ------------------------------------------- | -------------------- | --------------------- |
| 1991 | The Doors                                   | Nữ diễn viên Warhol  |                       |
| 1993 | Biển Sargasso rộng                          | Antoinette Cosway    |                       |
| 1993 | Hãng                                        | Cô gái trên bãi biển |                       |
| 1994 | Huyền thoại của sự sụp đổ                   | Isabel Hai           |                       |
| 1996 | Người đàn ông cuối cùng đứng                | Felina               |                       |
| 1997 | Kull the Conqueror                          | Zareta               |                       |
| 1998 | Lộ ra                                       | Amber Collins        |                       |
| 2001 | Người bảo vệ                                | Kinda Kross          |                       |
| 2003 | Lừa dối                                     | Margareth de Vries   |                       |
| 2004 | Nụ hôn lớn                                  | Liz                  |                       |
| 2011 | Cậu bé Jo                                   | Alice Hamilton       |                       |
| 2018 | Phán quyết của Thẩm phán: Tiêu đề của Tự do | Đại thừa             | Phim ngắn / hành động |

### Truyền hình
| Năm       | Chức vụ                              | Vai trò                      | Ghi chú                                      |
| --------- | ------------------------------------ | ---------------------------- | -------------------------------------------- |
| 1987      | Tôi                                  | Ivoa                         | Miniseries truyền hình                       |
| 1998      | Phiên bản đầu                        | Sammia Watts                 | "Lời của mẹ"                                 |
| 1998      | The Violent Earth                    | Anna Temaru                  | Miniseries truyền hình                       |
| 1999      | The Seventh Scroll                   | Hoàng gia                    | Miniseries truyền hình                       |
| 2000      | Giết người tại Liên hoan phim Cannes | Thanh tra Renee Reno         | Phim truyền hình                             |
| 2004      | Tiến sĩ Vegas                        | Jessica Rhodes / Góa phụ đen | "Tất cả trong"                               |
| 2004-2009 | The L Word                           | Bến du thuyền                | Vai trò chính (Phần 1) </br> Khách (Mùa 4,6) |
| 2005-2006 | The 4400                             | Alana Mareva                 | Vai trò chính                                |
| 2007      | Bí mật                               | Claude Perkins               | Miniseries truyền hình                       |
| 2007      | CSI: Điều tra hiện trường vụ án      | Pippa Sanchez                | "Một giỏ hàng"                               |
| 2009      | Cưu tôi                              | Geneviéve                    | vai trò định kì                              |
| 2011      | CSI: NY                              | Eva Martinez                 | "Giữ tế bào"                                 |
| 2012      | NCIS                                 | Monique Lisson               | " Vị trí truyền giáo "                       |
| 2014      | Chương trình gia đình Lê             | Mayi Rioux                   | Phim truyền hình                             |
| 2016      | Vượt thời gian                       | Không phù nề                 | "Mắc kẹt"                                    |

## Giải thưởng
| Năm  | Giải thưởng       | thể loại                                                                                     | Công việc | Kết quả |
| ---- | ----------------- | -------------------------------------------------------------------------------------------- | --- | ------- |
| 1997 | Giải thưởng FAITA | Diễn xuất xuất sắc của một nữ diễn viên trong một bộ phim (vai chính)                        | style="background: #99FF99; color: black; vertical-align: middle; text-align: center; " class="yes table-yes2"\|Đoạt giải |         |
| 2004 | Giải thưởng FAITA | Diễn xuất xuất sắc của một nữ diễn viên trong phim truyền hình (vai chính)                   | style="background: #99FF99; color: black; vertical-align: middle; text-align: center; " class="yes table-yes2"\|Đoạt giải |         |
| 2011 | Giải thưởng FAITA | Diễn xuất xuất sắc của một nữ diễn viên trong một bộ phim truyền hình / đặc biệt (vai chính) | style="background: #99FF99; color: black; vertical-align: middle; text-align: center; " class="yes table-yes2"\|Đoạt giải |         |